# Estación Carlos Tejedor
Carlos Tejedor es una estación ferroviaria ubicada en la localidad homónima, Partido de Carlos Tejedor, Provincia de Buenos Aires, Argentina.

## Ubicación
La Estación, se encuentra a 398 km de la Ciudad Autónoma de Buenos Aires.

## Servicios
No presta servicios de pasajeros. Sus vías están concesionadas a la empresa de cargas Ferroexpreso Pampeano, sin embargo las vías se encuentran sin uso y en estado de abandono.